# مقاطعة دافيز (يوتا)
مقاطعة ديفيز (بالإنجليزية: Davis County)‏ هي إحدى مقاطعات ولاية يوتا في الولايات المتحدة الأمريكية.